# ローテンベルク法
ローテンベルク法（ローテンベルクほう、ロシア語: Закон Ротенберга) は、ロシア連邦の連邦法の草案#607554-6である。2017年に廃案となった。

## 法案の内容
「合理的な期間内の権利の侵害に対する補償または合理的な期間内に裁判を受ける権利に関する連邦法」（裁判所の司法権の実行によって合理的な期間内にロシア国民の権利の侵害に対する補償を連邦政府が行うことについての連邦法の規定の明確化）の改正案となる。この法案は、ウラジーミル・プーチン大統領の親友でロシアの実業家アルカディ・ローテンベルクがイタリア政府によって、4,000万USドル近くの資産が凍結された後、ロシア連邦政府の国家権力によって彼の資産の補償を図る為に議会に提出されたので、通称「ローテンベルク法」と呼ばれる。
この法案は、2014年クリミア危機で、ロシア以外の国々による経済制裁によって差し押さえ等の損害を受けたロシアの市民の資産の補填として、ロシアの政府予算からの補償を申請できると規定している。そのうえで、ロシアの裁判所はロシア政府に費用を弁償するために、ロシア国内に保有する問題になっている国（経済制裁発動国）の資産の差し押さえを（経済制裁の実質的な対抗手段として）命じられると定めている。